# Jiří Šetek
Jiří Šetek (* 6. dubna 1952) je bývalý český hokejový útočník.

## Hokejová kariéra
V československé lize hrál za TJ Zetor Brno a Duklu Trenčín. Odehrál 4 ligové sezóny, nastoupil ve 145 ligových utkáních, dal 48 ligových gólů a měl 36 ligových asistencí. V nižších soutěžích hrál i za TJ Lokomotiva Ingstav Brno a TJ ŽĎAS Žďár nad Sázavou.

## Klubové statistiky
| Sezona    | Klub                       | Soutěž  | Základní část | Základní část | Základní část | Základní část | Základní část |
| Sezona    | Klub                       | Soutěž  | Z             | G             | A             | B             | TM            |
| --------- | -------------------------- | ------- | ------------- | ------------- | ------------- | ------------- | ------------- |
| 1969/1970 | TJ Ingstav Brno            | 2. liga | 4             | 2             | -             | -             | -             |
| 1970/1971 | TJ Ingstav Brno            | 2. liga | -             | 13            | -             | -             | -             |
| 1971/1972 | TJ Ingstav Brno            | 2. liga | 38            | 29            | -             | -             | -             |
| 1972/1973 | TJ Ingstav Brno            | 2. liga | -             | 16            | -             | -             | -             |
| 1973/1974 | TJ Ingstav Brno            | 2. liga | 44            | 24            | -             | -             | -             |
| 1974/1975 | TJ Ingstav Brno            | 2. liga | 44            | 32            | -             | -             | 2             |
| 1975/1976 | TJ Ingstav Brno            | 1. liga | 28            | 7             | 9             | 16            | 8             |
| 1976/1977 | Dukla Trenčín              | 2. liga | 44            | 42            | -             | -             | -             |
| 1977/1978 | Dukla Trenčín              | 1. liga | 43            | 15            | 10            | 25            | 15            |
| 1978/1979 | TJ Zetor Brno              | 1. liga | 44            | 19            | 13            | 32            | -             |
| 1979/1980 | TJ Zetor Brno              | 1. liga | 30            | 7             | 4             | 11            | 16            |
| 1980/1981 | TJ Lokomotiva Ingstav Brno | 2. liga | -             | 20            | -             | -             | -             |
| 1981/1982 | TJ Lokomotiva Ingstav Brno | 2. liga | -             | 22            | -             | -             | -             |
| 1982/1983 | TJ Lokomotiva Ingstav Brno | 2. liga | 34            | 18            | 17            | 35            | 20            |
| 1983/1984 | TJ Lokomotiva Ingstav Brno | 2. liga | 43            | 32            | 31            | 63            | 35            |
| 1984/1985 | TJ Lokomotiva Ingstav Brno | 2. liga | 44            | 24            | 18            | 42            | 41            |
| 1985/1986 | TJ Lokomotiva Ingstav Brno | 2. liga | 38            | 12            | 19            | 31            | 22            |
| 1986/1987 | TJ ŽĎAS Žďár nad Sázavou   | 3. liga | -             | 8             | -             | -             | -             |
| 1987/1988 | TJ ŽĎAS Žďár nad Sázavou   | 3. liga | 26            | 8             | 5             | 13            | -             |